# آلبینا گرچیچ
آلبینا گرچیچ (به انگلیسی: Albina Grčić) (زاده ۲۶ فوریه ۱۹۹۹) خواننده اهل کرواسی است.
او نماینده کرواسی در یوروویژن ۲۰۲۱ است.